# Jean-Baptiste Michel Delorme
Jean-Baptiste Michel Delorme est un homme politique français né le 5 août 1744 à Vihiers (Maine-et-Loire) et décédé le 20 mai 1822 à Lué-en-Baugeois.
Receveur des gabelles sous l'Ancien Régime, il est receveur du district et maire de Vihiers en 1790. Il est élu député de Maine-et-Loire au Conseil des Cinq-Cents le 23 germinal an V. Favorable au coup d'État du 18 Brumaire, il est nommé sous-préfet de Saumur en 1800, puis conservateur des forêts à Angers. Il est de nouveau député en 1815, pendant les Cent-Jours.